# Vera Luk'janovna Belik
Vera Luk'janovna Belik (in russo Вера Лукьяновна Белик?, in ucraino Віра Лук'янівна Білик?; Ohrimovka, 12 giugno 1921 – Ostrołęka, 25 agosto 1944) è stata una militare sovietica, navigatore di volo e tenente del 46º Reggimento bombardamento leggero notturno delle guardie "Taman'".
Volò con la pilota Tat'jana Petrovna Makarova, morirono entrambe quando il loro Po-2 fu abbattuto da un caccia tedesco dopo aver completato una missione di bombardamento ed entrambe furono insignite del titolo di Eroe dell'Unione Sovietica il 23 febbraio 1945.

## Biografia
Nacque a Ohrimovka il 12 giugno 1921, la maggiore di sei figli,  visse a Kerč', in Crimea, dove si diplomò nel 1939 prima di iscriversi all'Istituto pedagogico Karl Liebknecht di Mosca, dove studiò matematica.

## Carriera militare
Si arruolò nell'esercito nell'ottobre 1941, entrò a far parte dell'unità di aviazione femminile fondata da Marina Raskova iniziando l'addestramento come navigatore presso la scuola di aviazione militare di Engels. Prima della guerra i corsi di navigazione duravano tre anni, ma a causa della situazione bellica furono ridotti a sei mesi.
Nel maggio 1942 fu inviata al fronte con il  588º Reggimento bombardamento notturno, l'unità che nel 1943 fu ridenominata 46º Reggimento bombardamento leggero notturno delle guardie "Taman'". Operò a stretto contatto come navigatore di Tat'jana Makarova, pilota del Polikarpov Po-2. Nel dicembre 1942, il reggimento fu ampliato e Belik fu promossa a navigatore del secondo squadrone, di cui Makarova divenne comandante. Dopo che Josef Kociok riuscì ad abbattere quattro aerei della squadriglia nella notte tra il 31 luglio e il 1º agosto, Makarova chiese di essere retrocessa a comandante di volo e Belik scelse a sua volta la retrocessione per poter rimanere al fianco della sua amica.
Volò in difficili sortite attraversando i cieli dell'Ucraina, dell'area di Kuban del Caucaso settentrionale, della Crimea, della Bielorussia e della Polonia. Il 1º agosto 1944, insieme a Makarova, effettuò la prima missione di bombardamento sulla Prussia orientale, divenendo così il primo equipaggio del reggimento a combattere sul suolo tedesco.
La notte del 25 agosto 1944, durante la sua 813ª sortita, il biplano su cui viaggiavano Belik e Makarova fu attaccato da un caccia tedesco sopra Ostrołęka, in Polonia, uccidendole entrambe. Nelle sue 813 sortite sul territorio nemico sganciò 106 tonnellate di esplosivo causando 156 esplosioni e 143 incendi, distrusse due depositi di munizioni, tre cannoni antiaerei e due plotoni di fanteria nemica.
Per le sue operazioni in combattimento fu insignita del titolo di Eroe dell'Unione Sovietica, le fu conferito postumo il 23 febbraio 1945, lo stesso giorno della pilota Makarova.

## Onorificenze

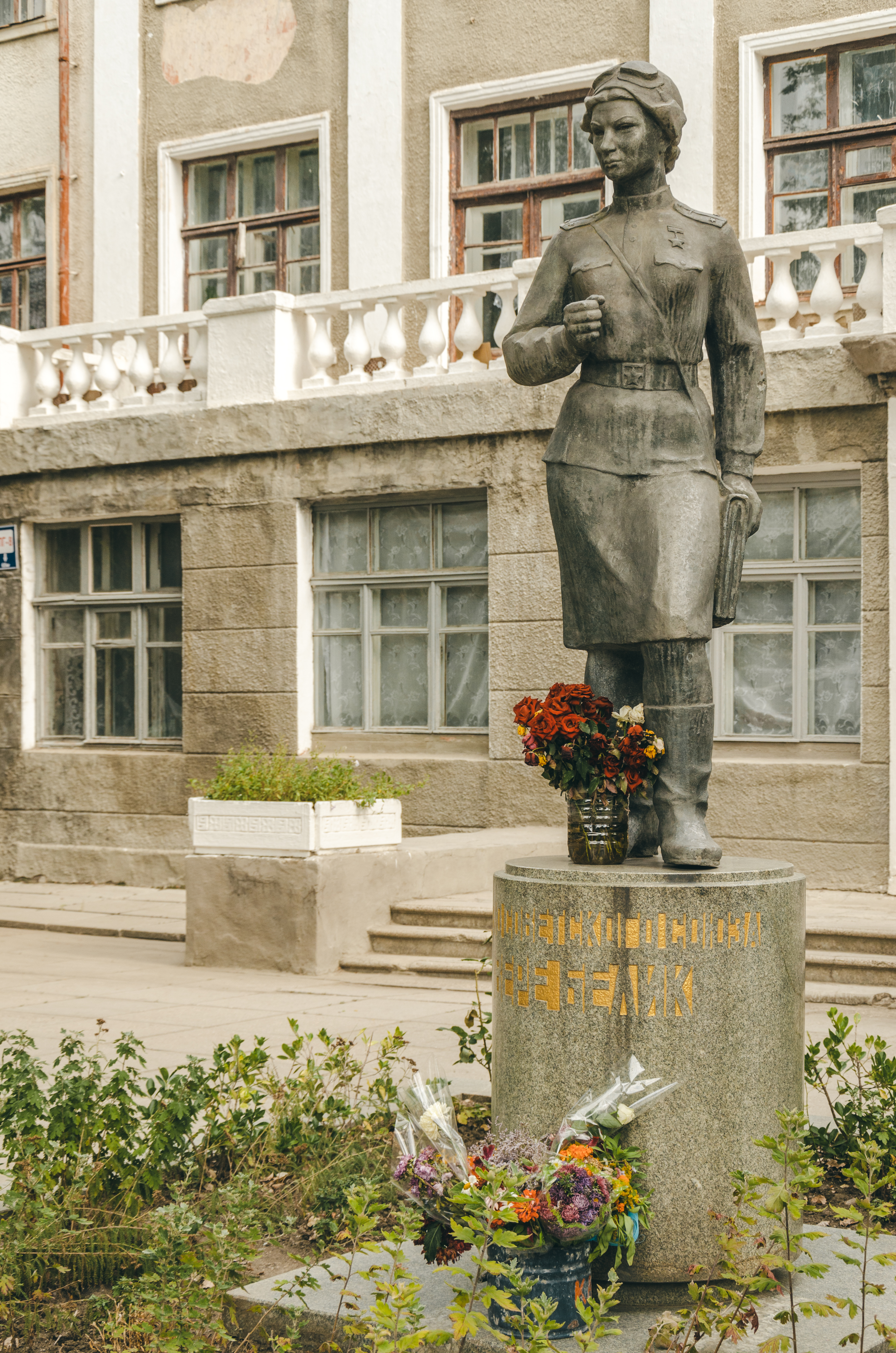
Monumento a Vera Belik a Kerch, Crimea